# Physcomitrella patens
Physcomitrella patens é um musgo (Bryophyta sensu lato) usado como organismo modelo em estudos de evolução vegetal, desenvolvimento e fisiologia.

## Organismo modelo

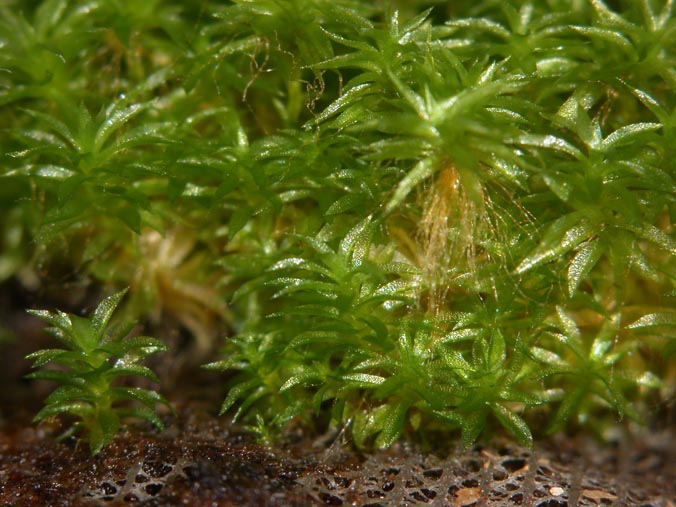
Physcomitrella patens.

Os musgos partilham processos fundamentais genéticos e fisiológicos com as plantas vasculares, apesar das duas linhagens terem divergido muito cedo no processo de evolução do mundo vegetal. Um estudo comparativo entre os representantes modernos das duas linhagens pode oferecer interessantes observações sobre a evolução dos mecanismos que conduziram à complexidade da flora moderna. É neste contexto que Physcomitrella patens é utilizada como organismo modelo.
Physcomitrella patens é um dos poucos organismos multicelulares que se conhece term recombinações homólogas altamente eficientes. Basicamente, tal significa que os investigadores podem inserir uma sequência exógena de ADN numa posição genómica específica, usando-a como uma poderosa e sensível ferramenta para estudar as funções dos genes e, em combinação com o estude de plantas como Arabidopsis thaliana, ajudar a desvendar os mecanismos moleculares na evolução vegetal.
O genoma de Physcomitrella patens apresenta cerca de 500 MB organizados em 27 cromossomas, tendo sido completamente sequenciado em 2006.

## Ciclo de vida
Como todos os musgos, o ciclo de vida de Physcomitrella patens caracteriza-se por uma alternância de gerações heteromórfica em que:
1. Um gametófito haplóide produz gâmetas;
2. Um esporófito diplóide onde são produzidos esporos haplóides.

Os esporos desenvolvem-se numa estrutura filamentosa designada por protonema, composta por dois tipos de células:
1. Os cloronemas, com grandes e numerosos cloroplastos;
2. Os caulonemas, de crescimento velocíssimo.

Os filamentos do protonema alongam-se exclusivamente por crescimento apical por divisão das suas células apicais, podendo contudo originar ramos laterais de células sub-apicais.  Algumas células laterais iniciais podem diferenciar-se em rebentos mais frequentemente que em ramos laterais. Estes rebentos podem evoluir para formarem gametóforos, estruturas mais complexas, semelhantes a estruturas semelhantes a folhas, rizoides e até órgãos sexuais: feminino (o arquegónio) e masculino (o anterídio).
A espécie Physcomitrella patens é monoica, o que significa que os órgãos masculinos e femininos se produzem na mesma planta. Se há água disponível, as células flageladas espermáticas podem nadar desde o anterídio até um arquegónio e fertilizar o óvulo (a oosfera). Da fecundação resulta um zigoto diploide, o qual origina um esporófito composto por um pé, uma seta e uma cápsula, de onde milhares de esporos haploides são produzidos por meiose.

## Distribuição
A espécie Physcomitrella patens está amplamente distribuída no hemisfério norte.